# 七台河站
七台河站，位于中华人民共和国黑龙江省七台河市新兴区兴华街道，是勃七铁路上的火车站，同时连接龙煤矿业集团七台河分公司矿区铁路专用线。1958年勃利县在七台河地区勘探到大量煤炭资源，勃利县政府遂集资修建了勃利至七台河的勃七铁路，1958年11月20日建成通车，1959年9月19日并入国铁网络。车站最初为三等站，后升为二等站，1986年又升为一等站。
2002年，七台河站新站房投入使用，新站房为欧式风格。2016年车站对站台进行高站台改造，2018年又改造站房，改造后站房候车室面积748平方米。车站站场设有6条到发线（含1条正线）、5条调车线和3条货物线，另设有牵出线、客车整备线、地煤线及若干条专用线。
车站为哈尔滨局集团直属车站，管辖图佳铁路林口站至长发屯站和勃七铁路勃利站至七台河站共22个中间站。

## 经过此车站的列车车次
| 车次 | 运转区间    |
| ---- | ----------- |
| 4174 | 鹤北-牡丹江 |

## 車站周邊
- 七台河市虹通运输服务中心
- 新兴区检察院
- 七台河市盐务局

## 外部連結
- 中国铁路客户服务中心（页面存档备份，存于）